# Aleiodes nolophanae
Aleiodes nolophanae – gatunek błonkówki z rodziny męczelkowatych.

## Zasięg występowania
Gatunek ten występuje we wschodniej części Ameryki Północnej.

## Budowa ciała
Samice osiągają 5–6 mm długości. Przyoczka o średnicy równej bądź mniejszej niż odległość między okiem a najbliższym przyoczkiem. Czułki z 39–45 segmentami. Kąt tworzony przez pterostygmę i żyłkę r 1 wynosi około 120°. 
Ubarwienie ciała miodowożółte. Czułki brązowe. Pterostygma z ciemnym środkiem i jaśniejszymi brzegami (dystalnym i proksymalnym).

## Biologia i ekologia
Aleiodes nolophanae zasiedla tereny porośnięte niską roślinnością bądź niewielkimi drzewami.
Larwy są parazytoidami niewielkich gatunków ciem z rodziny sówkowatych, np. Balsa malana, Plathypena scabra, Caenurgia erechtea czy rodzaj Lithophane.